# Prodontocharax
Prodontocharax är ett släkte av fiskar. Prodontocharax ingår i familjen Characidae.
Kladogram enligt Catalogue of Life:
| Prodontocharax | \| \| Prodontocharax alleni \| \| \| \| \| \| Prodontocharax howesi \| \| \| \| \| \| Prodontocharax melanotus \| \| \| \| |
|                | \| \| Prodontocharax alleni \| \| \| \| \| \| Prodontocharax howesi \| \| \| \| \| \| Prodontocharax melanotus \| \| \| \| |
|                | Prodontocharax alleni |
|                | |
|                | Prodontocharax howesi |
|                | |
|                | Prodontocharax melanotus                                                                                                   |
|                | |